# Список дипломатических миссий ЮАР

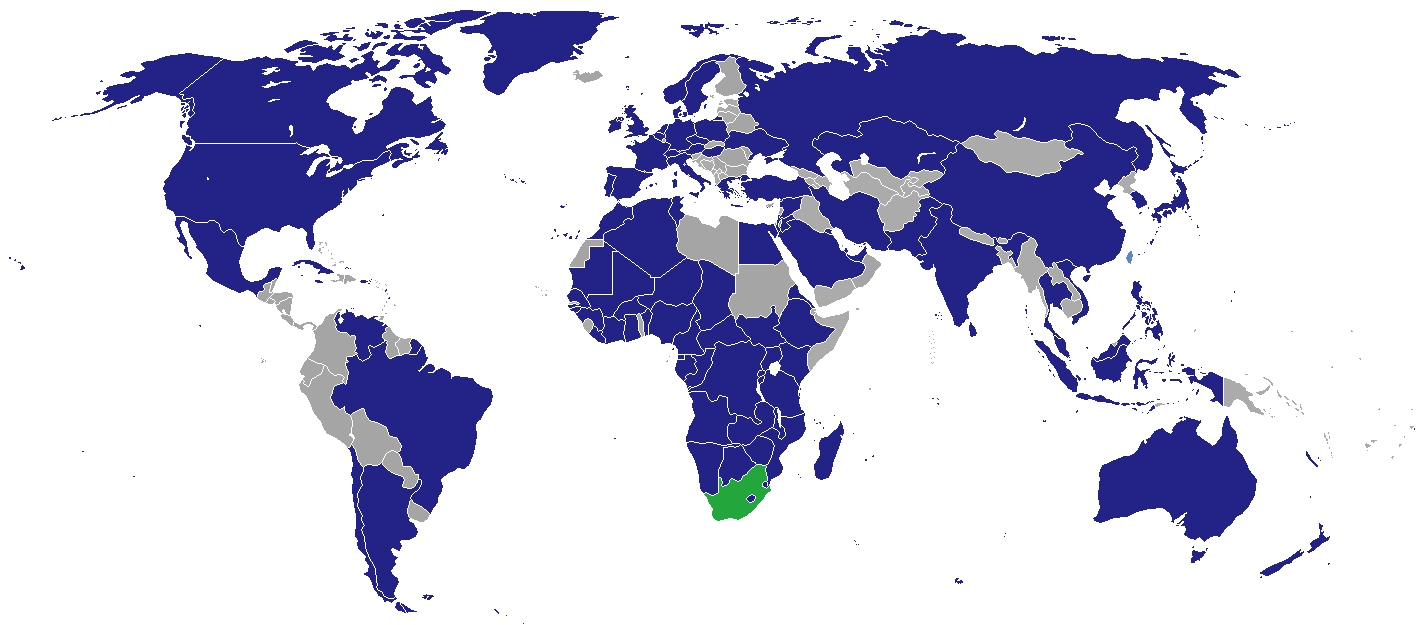

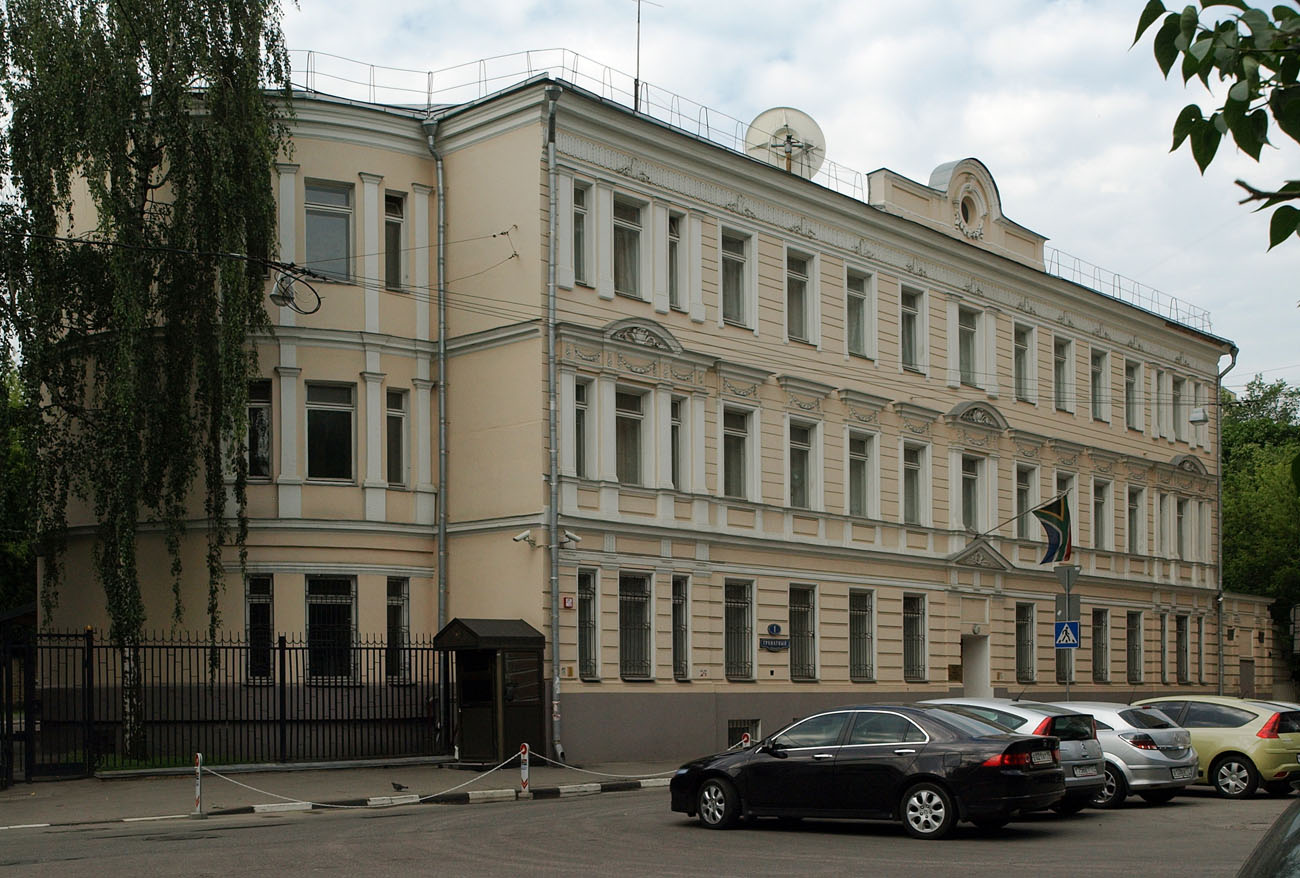
Посольство ЮАР в Москве

Список дипломатических миссий Южной Африки - дипломатические представительства ЮАР наиболее многочисленны в странах Африки, где большинство из них были открыты после крушения в ЮАР системы апартеида. В государствах - членах Британского содружества представительства ЮАР, которая также является членом этой организации, возглавляют «верховные комиссары» в ранге послов.

## Африка
- Алжир Эль-Джазаир (посольство)
- Ангола Луанда (посольство)
- Котону (посольство)
- Ботсвана Габороне (высший комиссариат)
- Буркина-Фасо Уагадугу (посольство)
- Бурунди Бужумбура (посольство)
- Камерун Яунде (высший комиссариат)
- Чад Нджамена (посольство)
- Коморы Морони (посольство)
- Республика Конго Браззавиль (посольство)
- ДР Конго Киншаса (посольство)
  - Лубумбаши (генеральное консульство)
- Кот-д’Ивуар Абиджан (посольство)
- Египет Каир (посольство)
- Экваториальная Гвинея Малабо (посольство)
- Эритрея Асмара (посольство)
- Эфиопия Аддис-Абеба(посольство)
- Габон Либревиль (посольство)
- Гана Аккра (высший комиссариат)
- Гвинея Конакри (посольство)
- Бисау (посольство)
- Кения Найроби (высший комиссариат)
- Лесото Масеру (высший комиссариат)
- Ливия Триполи (посольство)
- Мадагаскар Антананариву (посольство)
- Малави Лилонгве (высший комиссариат)
- Мали Бамако (посольство)
- Нуакшот (посольство)
- Маврикий Порт-Луи (высший комиссариат)
- Марокко Рабат (посольство)
- Мозамбик Мапуту (высший комиссариат)
- Намибия Виндхук (высший комиссариат)
- Ниамей (посольство)
- Нигерия Абуджа (высший комиссариат)
  - Лагос (генеральное консульство)
- Руанда Кигали (посольство)
- Сан-Томе (посольство)
- Сенегал Дакар (посольство)
- Джуба (консульство)
- Судан Хартум (посольство)
- Эсватини Мбабане (высший комиссариат)
- Танзания Дар-эс-Салам (высший комиссариат)
- Тунис Тунис (посольство)
- Уганда Кампала (высший комиссариат)
- Замбия Лусака (высший комиссариат)
- Зимбабве Хараре (посольство)

## Северная Америка
- Канада Оттава (высший комиссариат)
  - Торонто (генеральное консульство)
- Куба Гавана (посольство)
- Ямайка Кингстон (высший комиссариат)
- Мексика Мехико (посольство)
- Тринидад и Тобаго Порт-оф-Спейн (высший комиссариат)
- США Вашингтон (посольство)
  - Чикаго (генеральное консульство)
  - Лос-Анджелес (генеральное консульство)
  - Нью-Йорк (генеральное консульство)

## Южная Америка
- Аргентина Буэнос-Айрес (посольство)
- Бразилия Бразилиа (посольство)
  - Сан-Паулу (генеральное консульство)
- Чили Сантьяго (посольство)
- Перу Лима (посольство)
- Монтевидео (посольство)
- Венесуэла Каракас (посольство)

## Ближний и Средний Восток
- Иран Тегеран (посольство)
- Израиль Тель-Авив (посольство)
- Иордания Амман (посольство)
- Кувейт Эль-Кувейт (посольство)
- Оман Маскат (посольство)
- Государство Палестина Рамаллах (представительство)
  - Газа (представительство)
- Катар Доха (посольство)
- Саудовская Аравия Эр-Рияд (посольство)
  - Джидда (генеральное консульство)
- Сирия Дамаск (посольство)
- Турция Анкара (посольство)
- ОАЭ Абу-Даби (посольство)
  - Дубай (генеральное консульство)

## Европа
- Австрия Вена (посольство)
- Бельгия Брюссель (посольство)
- Болгария София (посольство)
- Чехия Прага (посольство)
- Дания Копенгаген (посольство)
- Финляндия Хельсинки (посольство)
- Франция Париж (посольство)
- Германия Берлин (посольство)
  - Мюнхен (генеральное консульство)
- Греция Афины (посольство)
- Венгрия Будапешт (посольство)
- Ирландия Дублин (посольство)
- Италия Рим (посольство)
  - Милан (генеральное консульство)
- Нидерланды Гаага (посольство)
- Норвегия Осло (посольство)
- Польша Варшава (посольство)
- Португалия Лиссабон (посольство)
- Румыния Бухарест (посольство)
- Россия Москва (посольство)
- Испания Мадрид (посольство)
- Швеция Стокгольм (посольство)
- Швейцария Берн (посольство)
- Украина Киев (посольство)
- Великобритания Лондон (высший комиссариат)

## Азия
- Китай Пекин (посольство)
  - Гонконг (генеральное консульство)
  - Шанхай (генеральное консульство)
- Индия Нью-Дели (высший комиссариат)
  - Мумбай (генеральное консульство)
- Индонезия Джакарта (посольство)
- Япония Токио (посольство)
- Казахстан Астана (посольство)
- Республика Корея Сеул (посольство)
- Малайзия Куала-Лумпур (высший комиссариат)
- Пакистан Исламабад (высший комиссариат)
- Филиппины Манила (посольство)
- Сингапур Сингапур (высший комиссариат)
- Шри-Ланка Коломбо (высший комиссариат)
- Китайская Республика Тайбэй (представительство)
- Таиланд Бангкок (посольство)
- Вьетнам Ханой (посольство)

## Океания
- Австралия Канберра (высший комиссариат)
- Сува (высший комиссариат)
- Новая Зеландия Веллингтон (высший комиссариат)

## Международные организации
- Аддис-Абеба (постоянная миссия при ОАЕ)
- Брюссель (представительство при ЕС)
- Женева (постоянная миссия при учреждениях ООН)
- Нью-Йорк (постоянная миссия при ООН)
- Найроби (постоянная миссия при учреждениях ООН)
- Париж (постоянная миссия при ЮНЕСКО)
- Вена (постоянная миссия при учреждениях ООН)